# Depo kolejových vozidel Plzeň
Depo kolejových vozidel Plzeň (DKV Plzeň) je jednou z oblastních výkonných jednotek typu DKV u Českých drah a. s.
Je složeno provozních jednotek Plzeň, Klatovy, Domažlice, Cheb, Karlovy Vary a Zdice a má 15 pracovišť – Bělá nad Radbuzou, Beroun, Bezdružice, Domažlice, Horažďovice předměstí, Cheb, Karlovy Vary, Klatovy, Lochovice, Nýřany, Plzeň, Poběžovice, Rokycany, Stupno, Tachov a Zdice, od roku 2004 ještě provozní jednotky Rakovník a Lužná u Rakovníka a s nimi i Železniční muzeum Lužná u Rakovníka.
K počátku roku 2001 mělo 2328 pracovníků, provozovalo 345 hnacích vozidel a 660 osobních a přípojných vozů.
K dalším změnám došlo od prosince 2007, kdy byla nákladní doprava včetně vozidel vyčleněna do společnosti ČD Cargo a byly zrušeny tři jednotky DKV Českých drah.

## Historie
Od 15. října 1861 do dubna 1862 sloužilo v Plzni-Skvrňanech první, provizorní lokomotivní depo, společnosti České západní dráhy (Praha Smíchov – Plzeň – Domažlice – Furth im Wald). V dubnu 1862 tato společnost otevřenla druhou výtopnu, a to v místech dnešního 1. nástupiště a v prostoru trianglu dnešního hlavního nádraží. K 1. lednu 1894 byla společnost zestátněna.
Dráha císaře Františka Josefa I. (České Velenice – České Budějovice – Plzeň – Cheb) měla nejprve vlastní výtopnu v místech dnešního 4. nástupiště a Pošty 2, později používala výtopnu České západní dráhy. Byla zestátněna roku 1884.
Plzeňsko-březenská dráha (Plzeň – Březno u Chomutova) měla výtopnu v místech dnešní brány pivovaru Gambrinus na Rokycanské třídě. Byla zestátněna roku 1884.
Koncem roku 1898 nahradila výtopny tří různých drah centrální výtopna se dvěma rotundami, kolejištěm, provozními budovami a 120 parními lokomotivami.
Po náletu angloamerického letectva 17. dubna 1945 byl plzeňský železniční uzel v troskách.
1. ledna 1995 vzniklo Depo kolejových vozidel Plzeň-východ, do něhož bylo sloučeno Lokomotivní depo Plzeň, strojové stanice Stupno, Bezdružice a Rokycany, Lokomotivní depo Zdice a strojová stanice Lochovice, část bývalého vozového depa Plzeň – opravny vozů Plzeň a Beroun a STP Beroun.
1. ledna 1997 byly sloučeny Depo kolejových vozidel Plzeň-východ, Depo kolejových vozidel Plzeň-západ a Depo kolejových vozidel Cheb do nového Depa kolejových vozidel Plzeň.
1. července 2004 bylo přičleněny z rušeného Depa kolejových vozidel Louny provozní jednotky Rakovník a Lužná u Rakovníka.

## Vozový park
V Plzni se můžeme setkat z lokomotivami řad 210, 242, 362, 363, 701, 703, 704, 714, 721, 742, 749, 750, 751, 754, 770, 771, 799, motorovými vozy řad 809, 810, 812, 814, 831, 842, 843, 854 a řídicími vozy řad Bfbdtanx792, Bftn791, ABfbrdtn795.
DKV Plzeň se dělí na PJ České Budějovice, PJ Cheb, PJ Plzeň a PJ Rakovník.
- V Českých Budějovicích jsou pod PJ stroje řad 210, 704, 742, 749, 799, 809, 810, 814+914 a 842.
- V Chebu jsou pod PJ stroje řad 742, 751, 770, 799, 810 a 814+914.)
- V Plzni jsou pod PJ stroje řad 210, 242, 363, 704, 721, 742, 750, 751, 754, 771, 799, 810, 814+914, 831, 842, 843+943, 854+954 a 844.
- V Rakovníku jsou pod PJ stroje: lokomotivy 750.7 a 714, Regionovy - 814, motorové vozy 810, řídící vozy ABfbrdn 795, vozy Bdtn 756 a Btx 763.